# Hans Scholl
Hans Scholl (Crailsheim, 22 settembre 1918 – Monaco di Baviera, 22 febbraio 1943) è stato un antifascista tedesco, studente in medicina, attivista e fondatore del gruppo della Rosa Bianca ed emblema della ribellione al Terzo Reich.

## Biografia

### L'infanzia
Nato a Crailsheim il 22 settembre 1918, Hans fu il secondo di sei figli e fratello maggiore della famosa Sophie Scholl. Suo padre Robert, un convinto liberale, fu sindaco di Forchtenberg am Kocher. Contro la volontà del padre, nel 1933, Hans e la sorella minore Sophie entrarono nei ranghi della Gioventù hitleriana (Hitlerjugend) che addestrava migliaia di giovani perché obbedissero anche agli ordini più disumani, ricoprendo presto cariche di dirigenza grazie al suo talento comunicativo ed alla sua intelligenza. Divenne il leader del locale gruppo di Ulm nel quale inserì oltre a una bandiera diversa rispetto agli altri gruppi, anche canzoni popolari provenienti da diversi paesi, per esempio la Russia.
Nel 1935 iniziò la relazione con Rolf Futterknecht, che faceva parte del suo gruppo nella Hitlerjugend, e poi con Ernest Reden, soldato di stanza ad Ulm. Quando nel 1937 la sua relazione con Ernest Reden fu scoperta i due furono processati sotto il paragrafo 175 (che fino al 1994 condannava l'omosessualitá in Germania), ma intervenne un'amnistia e il processo contro di lui fu sospeso; Ernest Reden fu invece condannato a tre mesi di prigione e tre mesi di campo di concentramento. Il processo, gli interrogatori e i 17 giorni trascorsi in campo di concentramento durante il processo portarono Hans Scholl a scontrarsi con la natura del movimento e ad allontanarsi progressivamente dal nazismo.

### La guerra
Nel 1942, fu chiamato a combattere sul fronte russo. Dopo il diploma fu costretto ad entrare nel Reichsarbeitsdienst, il corpo ausiliario tedesco alla Wehrmacht. Quindi si iscrisse al corso di laurea in medicina alla Università Ludwig Maximilian di Monaco. Di fede Pietista, quella che oggi definiremmo una setta protestante, con il suo trasferimento a Monaco venne più a contatto con ambienti culturali cattolici, senza però convertirsi. Il ruolo della religione cristiana fu comunque molto importante nella sua vita.

### La Rosa Bianca
A Monaco iniziò i contatti con intellettuali, artisti e letterati come il suo professore Kurt Huber, fortemente critico al governo nazista di Adolf Hitler. Nella prima estate del 1942, assieme alla sorella minore Sophie Scholl, che studiava biologia, e agli amici Willi Graf, Christoph Probst e Alexander Schmorell, studenti di medicina, fondarono il gruppo della Rosa Bianca ed era il più carismatico. Nel gruppo si occupò della stesura dei volantini, invitando i cittadini tedeschi alla resistenza passiva contro la dittatura. I volantini furono inizialmente mandati per posta ad intellettuali, studenti e persone che il gruppo credeva maggiormente inclini a recepire il loro messaggio. Nell'ultima fase dello stesso furono distribuiti in diverse università come quella di Monaco di Baviera.
Il 18 febbraio 1943, Hans e la sorella Sophie distribuirono copie del loro ultimo volantino all'Università Ludwig Maximilian di Monaco. Però Jakob Schmid, il custode della struttura, li scoprì e chiamò subito la Gestapo. Assieme a Probst furono arrestati e, dopo un breve processo farsa, furono condannati a morte per alto tradimento il 22 febbraio dal Tribunale del Popolo, presieduto da Roland Freisler. Non fecero nomi di loro compagni e si addossarono ogni responsabilità. Non accettarono di firmare nessuna ritrattazione, perché affermavano di aver agito secondo coscienza e per il vero bene del popolo tedesco.
I suoi genitori arrivarono a Monaco esattamente nel momento in cui veniva pronunziata la sentenza di morte. Furono subito dopo condotti nell'edificio dove avvenivano le esecuzioni capitali, alla prigione di Stadelheim, ed i loro genitori chiesero di vederli per l'ultima volta. Fu loro concesso, come per un miracolo, perché una cosa simile non era mai accaduta durante il Terzo Reich.

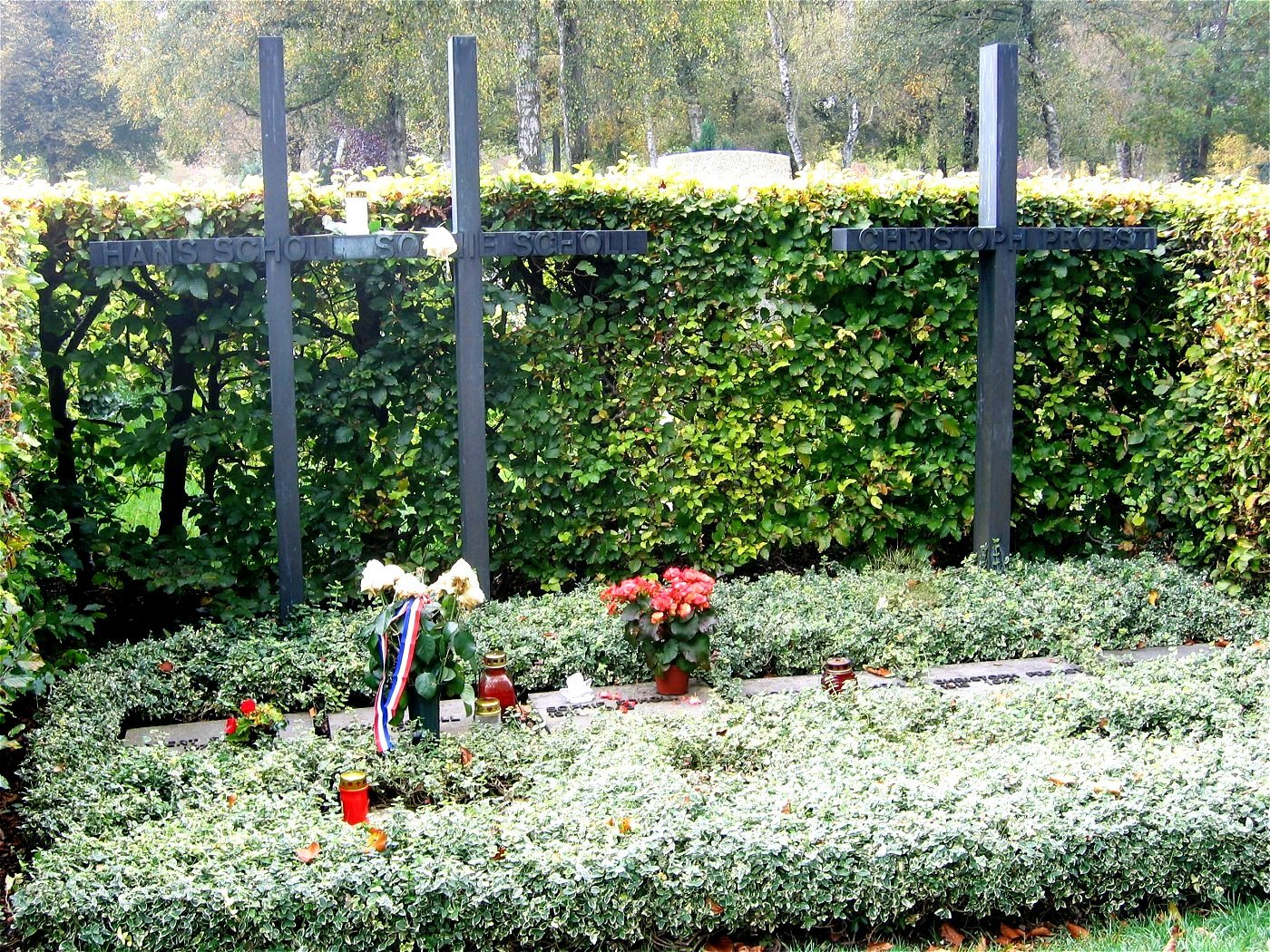
Le tombe dei fratelli Scholl e del loro amico Christoph Probst.

Furono ghigliottinati dal boia Johann Reichhart lo stesso giorno, nel cortile della prigione di Stadelheim. L'esecuzione venne supervisionata dal dottor Walter Roemer, il capo di polizia della corte distrettuale di Monaco. Hans fu condotto per ultimo, e prima che la sua testa cadesse a terra, gridò in modo che risuonò per tutta la prigione i versi di Goethe che il padre gli aveva insegnato da bambino: 
In un angolo del cimitero di Monaco, a Stadelheim, riposano i due fratelli. Le tombe sono due croci di legno scuro, unite da un solo braccio trasversale.

## Onorificenze
Il Geschwister-Scholl-Institut di Scienze politiche dell'Università Ludwig Maximilian di Monaco è chiamato così in suo onore e della sorella Sophie.
Molte scuole pubbliche tedesche, così come molte strade e piazze, sono state chiamate con il suo nome e con quello della sorella.
Nel 2003 i telespettatori tedeschi sono stati invitati a partecipare a un sondaggio della televisione pubblica ZDF chiamato Unsere Beste ("I nostri migliori"), una competizione nazionale per scegliere le migliori dieci personalità tedesche di tutti i tempi. I telespettatori votanti sotto i 40 anni hanno aiutato a far classificare Hans e Sophie Scholl nella quarta posizione, sopra figure notevoli come Bach, Goethe, Gutenberg, Bismarck, Willy Brandt e Albert Einstein. Se fossero stati presi in considerazione soltanto i votanti più giovani, i due fratelli sarebbero risultati primi.

## Filmografia
Nel febbraio 2005 fu immesso nel circuito cinematografico il film La Rosa Bianca - Sophie Scholl, di produzione tedesca, che ha visto la partecipazione dell'attrice Julia Jentsch nel ruolo di Sophie. Basato su interviste e resoconti di sopravvissuti rimasti nascosti nella DDR fino al 1990, il film fu nominato per l'Oscar al miglior film straniero nel gennaio 2006. Il film vinse inoltre il premio per la migliore attrice agli European Film Awards, al Deutscher Filmpreis così come l'orso d'argento al Festival internazionale del cinema di Berlino.

## Teatro
Sulla vita di Hans e Sophie Scholl e il loro impegno nella Rosa Bianca è stata messa in scena anche l'opera teatrale dell'americano Lillian Garrett-Groag intitolata The White Rose ("La rosa bianca"). L'opera racconta gli ultimi giorni di Sophie e del fratello Hans.